# Proteína fosfatasa dual específica CDC14
La enzima Proteína fosfatasa dual específica CDC14 cataliza la reacción de defosforilación de una fosfoproteína.
fosfoproteína + H2O {\displaystyle \rightleftharpoons } proteína + fosfato
Pertenece a la clase dual específica de las proteína fostatasas, EC 3.1.3.48 y 3.1.3.16. Este grupo de enzimas eliminan el grupo fosfato unido a un aminoácido serina, treonina y/o tirosina de un amplio rango de fosfoproteínas incluyendo algunas enzimas que han sido fosforiladas bajo la acción de una quinasa. Son muy importantes en el control de eventos intracelulares en células eucariotas.

## Tipos humanos
Las CDC14 humanas tienen una estructura muy similar a las encontradas en la Saccharomyces cervisiae.

### Homólogo A
Homólogo A (CDC14A), fosfatasa dual específica requerida para la separación de los centrosomas y la citocinesis productiva durante la división celular. Puede defosforilar la subunidad APC de FZR1/CDH1, promoviendo la degradación de la ciclinas mióticas dependientes de APC-FZR1 y la subsecuente salida de la mitosis.
Interacciona con KIF20A que es requerido para localizar la CDC14 en la zona central del huso mitótico. Su localización celular es el núcleo y citoplasma. Se encuentra en los centrosomas durante la interfase y liberada en el citoplasma cuando empieza la mitosis, localizada en la zona central del huso mitótico. Se compone de dos dominios A y B equivalentes que adoptan una estructura de proteína fosfatasa dual específica. Existen cuatro isoformas de esta proteína (1, 2, 3 y 4) de 594, 623, 383 y 191 AA respectivamente.

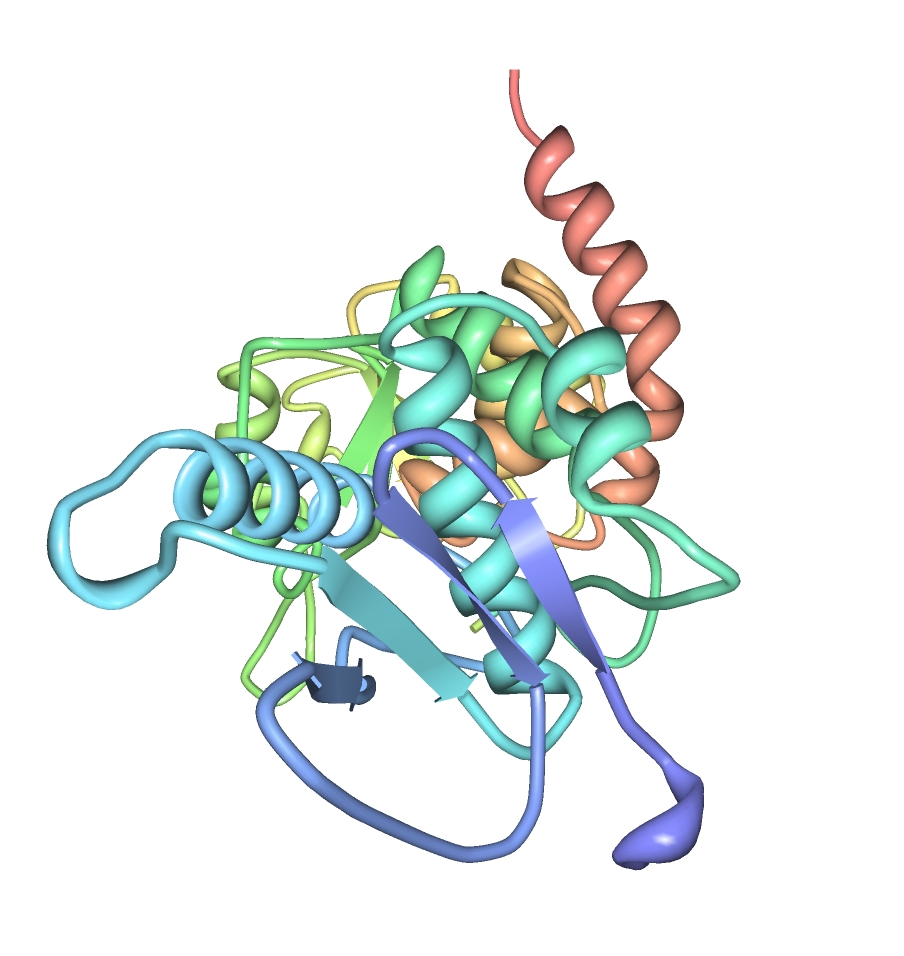
Estructura 3D de la proteína fosfatasa dual específica CDC14B humana. PDB 1OHE.

### Homólogo B
Homólogo B (CDC14B), fosfatasa dual específica que preferencialmente defosforila proteínas modificadas por las prolina quinasas. Su localización celular es el núcleo y durante la interfase se sitúa en el nucléolo. Se compone de dos dominios A y B equivalentes que adoptan una estructura de proteína fosfatasa dual específica. Existen cuatro isoformas de esta proteína (1, 2, 3 y 4) de 498, 459, 471 y 485 AA respectivamente.

### Homólogo C
Homólogo C (CDC14C), fosfatasa dual específica que preferencialmente defosforila proteínas modificadas por prolina quinasas. Su localización celular es la membrana y el núcleo, durante la interfase se sitúa en el nucleolo. Se compone de dos dominios A y B equivalentes que adoptan una estructura de proteína fosfatasa dual específica. Puede actuar como un sustituto funcional autosomal.